# 約翰·加爾布雷斯
約翰·肯尼斯·高伯瑞（1908年10月15日—2006年4月29日），又譯為約翰·加爾布雷斯、蓋布雷斯或蓋布瑞斯，生於加拿大安大略省，蘇格蘭裔美國經濟學家（制度經濟學家、後凱因斯學派、美國進步主義學者，外交官）。他關於經濟主題的書籍從1950年代到2000年代都是暢銷書。作為經濟學家，他從制度主義的角度傾向於后凱恩斯主義經濟學。
加爾布雷斯是一位多產的作家，著有四本著作，幾本小說，並發表了上千篇有關各個主題的散文。他曾在甘迺迪政府任美國駐印度大使。他的文學素養和坦率的態度使他一生享有盛譽。加爾布雷斯是為數不多的獲得二戰自由勳章（1946年）和總統自由勳章（2000年）者之一。因他對科學與公共事業的貢獻，法國政府授予他為榮譽軍官榮譽。

## 生平
1908年生於加拿大安大略省。1931年加爾布雷斯畢業於加國的貴湖大學，1933年取得同校碩士，1934年獲得柏克萊加州大學博士學位，並於同年獲聘於哈佛大學擔任導師。他同時也擁有來自全球超過五十個榮譽博士學位。曾任美国派驻印度大使。
1937年成為美國公民後，多次擔任歷任美國總統經濟顧問，如曾助民主黨的杜魯門管控工資及物價水準。於1946年和2000年分別由杜鲁门總統和同為民主黨的柯林頓總統颁发「总统自由勋章」。
加爾布雷斯繼承美國製度學派的傳統，堅持以製度為經濟學的研究對象。認為把資源配置與利用作為研究對像是一種錯誤，不應將經濟學分為微觀宏觀。經濟學研究要改變重物輕人，只看產值不見福利的傾向。他研究了廣泛的課題，使製度經濟學成為龐大而復雜的體系。從制度角度分析資本主義社會，提出二元體系理論。認為美國社會由計劃體系和市場體係兩部分構成，計劃體係由1000家大公司組成，權力掌握在技術和管理人員手中，控制著市場和價格，從而也控制著市場體系。市場體系則由1200萬小企業、農場、個體經營者組成，完全聽任市場支配。由於計劃體系佔統治和支配地位，美國這種豐裕社會存在各種收入分配不平等、經濟發展不平衡、資源配置失調、通貨膨脹與失業等問題。為解決這些問題，需進行製度改革，通過國家力量使兩種體系的權力與收入平等化。稱實現兩種體系平等化的社會為新社會主義。

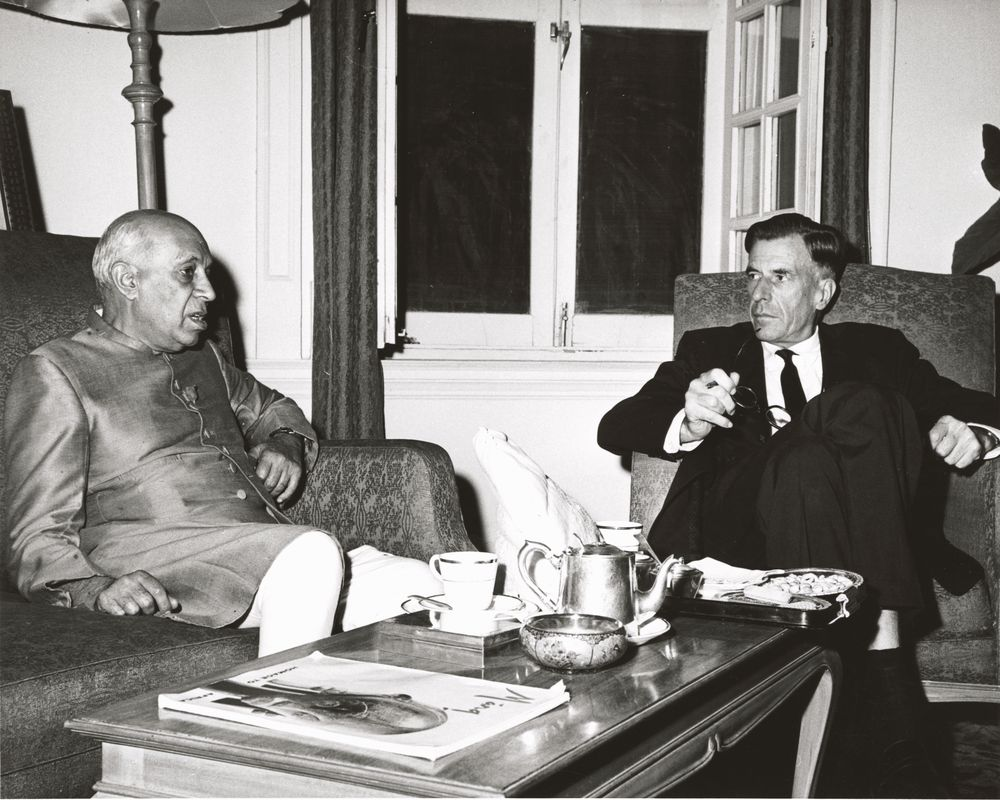
1962年11月9日，约翰·加尔布雷斯与印度總理尼赫鲁会谈，表達對印度的支持。

1961年至1963年間擔任美國駐印度大使。1962年10月27日，在中印开战一周后，他在德里发表声明：“麦克马洪线是国际公认的边界线，现予批准生效。因此，我们将它视为（东北边境特区的）北部边界。”

###### 早年生活
约翰·肯尼斯·加尔布雷斯（John Kenneth Galbraith）于1908年10月15日出生在加拿大安大略省的伊奥纳站（Iona Station），父母为苏格兰裔加拿大人萨拉·凯瑟琳·肯德尔（Sarah Catherine Kendall）和阿奇博尔德“阿奇”加尔布雷斯（Archibald "Archie" Galbraith）。他在安大略省邓威奇镇（Dunwich Township）长大，有三个兄弟姐妹：爱丽丝（Alice）、凯瑟琳（Catherine）和阿奇博尔德·威廉（Archibald William, Bill）。十几岁时，他改名为肯·加尔布雷斯（Ken），并且后来不喜欢被称为约翰（John）。他身材高大，身高达到了6英尺9英寸（206厘米）。
他的父亲是一位农民、教师、合作保险公司的主席以及自由党的地方官员；母亲是一位家庭主妇兼社区活动家，她在加尔布雷斯14岁时去世。他们的家庭农场位于汤姆森线（Thomson Line）上。20世纪20年代，两位父母都支持安大略省农民联合会（United Farmers of Ontario）。
加尔布雷斯早年就读于一所单间教室的小学，该学校位于伊奥纳站威利路9468号（9468 Willey Road），至今仍然保存完好。后来，他在达顿中学（Dutton High School）和圣托马斯中学（St. Thomas High School）继续学习。1931年，加尔布雷斯毕业于安大略农业学院（Ontario Agricultural College，当时是多伦多大学的附属农业学院），获得农学学士学位，主修动物饲养学。他获得了嘉尼尼农业经济学奖学金（Giannini Scholarship in Agricultural Economics），每月补助60美元，使他得以前往加利福尼亚大学伯克利分校，获得农业经济学硕士和博士学位。
1934年毕业后，加尔布雷斯在哈佛大学担任讲师，间歇性地教授经济学课程，时间跨度从1934年至1939年。他从1939年到1940年在普林斯顿大学任教。1937年，他成为美国公民，不再是英国臣民。同年，他获得剑桥大学的一年期奖学金，受到约翰·梅纳德·凯恩斯的思想影响，并于1938年在欧洲游历数月，参加国际经济会议并发展自己的经济思想。

#### 第二次世界大战
美国在第二次世界大战时的经济尚未完全从大萧条中恢复。因为战时生产需求导致大规模财政赤字和宽松的货币政策，人们认为通货膨胀和工资价格螺旋式上升是不可避免的。作为一个负责稳定价格和租金的团队的一员，加尔布雷斯于1941年至1943年担任战时价格管理局（Office of Price Administration, OPA）的副行政官。他在此期间的工作被他视为职业生涯的重大成就，因为他成功保持了战时价格的稳定。

#### 战后时期
1946年2月，加尔布雷斯从杂志工作中请假，加入美国国务院，担任经济安全政策办公室主任。他负责处理德国、日本、奥地利和韩国的经济事务，但由于不被信任，他主要从事例行工作。他支持与苏联缓和关系，但这一观点与乔治·凯南和其他美国主要决策者的遏制政策不一致。他在1946年辞职后重新投入经济学写作，并与埃莉诺·罗斯福和休伯特·汉弗莱共同成立了支持经济与社会正义的美国民主行动（ADA）政策组织。

#### 肯尼迪政府
在约翰·F·肯尼迪总统任期内，加尔布雷斯担任美国驻印度大使（1961-1963）。他与印度总理贾瓦哈拉尔·尼赫鲁建立了良好的关系，并经常直接向肯尼迪总统发送外交报告，绕过了国务院。他对越南战争持批评态度，建议避免升级美国的参与。

#### 晚年与荣誉
1972年，加尔布雷斯被选为美国经济学会主席。同年，他应毛泽东政府邀请，访问中国，并在1973年出版了《中国之旅》（A China Passage），赞扬中国经济体系的有效性。2000年，他获得美国总统自由勋章。他还获得了约50个荣誉学位。他于2006年4月29日去世，享年97岁。

#### 遗产
加尔布雷斯的经济学思想主要围绕大企业市场权力的影响。他认为大企业削弱了消费者主权的原则，并主张政府干预来平衡市场。他的著作，如《富裕社会》和《新工业国家》，至今仍具有重要意义。

## 著作
憑藉其豐富的經驗，共有三本重要作品：1958年的《富裕的社會》（The affluent Society），1967年出版《新工業國》（The New Industrial State）以及1973年的《經濟治國》（Economics and the Public Purpose）。

## 逸事
加爾布雷斯的身高有203公分，比英國經濟學家约翰·梅纳德·凯恩斯的196公分還高。